# 대한민국 민법 제6조
대한민국 민법 제6조는 법정대리인이 미성년자에게 처분을 허락한 재산에 대한 민법총칙상 조문이다.

## 조문
제6조(처분을 허락한 재산) 법정대리인이 범위를 정하여 처분을 허락한 재산은 미성년자가 임의로 처분할 수 있다.

第6條(處分을 許諾한 財産)  法定代理人이 範圍를 定하여 處分을 許諾한 財産은 未成年者가 任意로 處分할 수 있다.

## 비교조문
일본민법 제5조 (미성년자의 법률행위)
3 제1항의 규정에 관계없이 법정대리인이 목적을 정하여 처분을 허용한 재산은 그 목적의 범위 내에 있어서 미성년자가 자유롭게 처분할 수 있다. 목적을 정하지 아니하고 처분을 허용한 재산을 처분할 때에도 이와 같다.

第五条
3. 第一項の規定にかかわらず、法定代理人が目的を定めて処分を許した財産は、その目的の範囲内において、未成年者が自由に処分することができる。目的を定めないで処分を許した財産を処分するときも、同様とする。
（未成年者の営業の許可）

## 사례
미성년자인 갑의 부모 을이 갑에게 백과사전을 사라고 100만원을 주었는데 갑은 백과사전은 안사고 스마트폰을 산 경우, 미성년자라고 해도 법정대리인이 범위를 정하여 처분을 허락한 재산은 취소 등의 이의를 제기할 수 없다.

## 판례
- 미성년자가 법률행위를 함에 있어서 요구되는 법정대리인의 동의는 언제나 명시적이어야 하는 것은 아니고 묵시적으로도 가능한 것이며, 미성년자의 행위가 위와 같이 법정대리인의 묵시적 동의가 인정되거나 처분허락이 있는 재산의 처분 등에 해당하는 경우라면, 미성년자로서는 더 이상 행위무능력을 이유로 그 법률행위를 취소할 수 없다. 미성년자의 법률행위에 있어서 법정대리인의 묵시적 동의나 처분허락이 있다고 볼 수 있는지 여부를 판단함에 있어서는, 미성년자의 연령·지능·직업·경력, 법정대리인과의 동거 여부, 독자적인 소득의 유무와 그 금액, 경제활동의 여부, 계약의 성질·체결경위·내용, 기타 제반 사정을 종합적으로 고려하여야 할 것이고, 위와 같은 법리는 묵시적 동의 또는 처분허락을 받은 재산의 범위 내라면 특별한 사정이 없는 한 신용카드를 이용하여 재화와 용역을 신용구매한 후 사후에 결제하려는 경우와 곧바로 현금구매하는 경우를 달리 볼 필요는 없다.[1]

## 참고 문헌
- 오현수, 일본민법, 진원사, 2014. ISBN 9788963463452
- 오세경, 대법전, 법전출판사, 2014 ISBN 9788926210277
- 이준현, LOGOS 민법 조문판례집, 미래가치, 2015. ISBN 9791155020869

## 같이 보기
- 미성년자
- 법률행위
- 법정대리인
- 신용카드